# Els Torms
Els Torms település Spanyolországban, Lleida tartományban. Els Torms El Soleràs, Juncosa és La Granadella községekkel határos. Lakosainak száma 137 fő (2024).

## Népesség
A település népessége az utóbbi években az alábbiak szerint változott:
| Lakosok száma | 38   | 469  | 424  | 283  | 224  | 184  | 174  | 148  | 144  | 137  |
|               | 1717 | 1887 | 1936 | 1960 | 1986 | 2004 | 2009 | 2014 | 2019 | 2024 |